# Porrhothele
Porrhothele es un género de arañas migalomorfas de la familia Porrhothelidae. Se encuentra en Nueva Zelanda.

## Lista de especies
Según The World Spider Catalog 11.5:
- Porrhothele antipodiana (Walckenaer, 1837)
- Porrhothele blanda Forster, 1968
- Porrhothele moana Forster, 1968
- Porrhothele modesta Forster, 1968
- Porrhothele quadrigyna Forster, 1968